# Cui Xiuwen
Cui Xiuwen (Chinesisch 崔岫闻, Pinyin Cuī Xiùwén; * 1967 oder 7. Februar 1970 in Harbin, Volksrepublik China; † 1. August 2018 in Peking, China) war eine chinesische Malerin, Fotografin, Videokünstlerin und Computergrafikerin. Sie gilt als eine der einflussreichsten unabhängigen chinesischen Künstlerinnen ihrer Zeit.

## Leben und Werk
Cui schloss ihr Studium an der Abteilung für Bildende Kunst der Northeast Normal University in Changchun (Provinz Jilin) 1990 mit einem Bachelor of Arts ab und erwarb 1996 einen Master of Fine Arts in Ölmalerei an der Chinesischen Zentralakademie der Bildenden Kunst in Peking.
Sie gründete 1998 gemeinsam mit Li Hong, Feng Jiali und Yuan Yaomin das Siren Art Studio, das im selben Jahr den Titel Female Art Academic gewann. Dieses Kollektiv von Künstlerinnen, deren Werke sich offen mit feministischen Themen auseinandersetzten, wollte den Stimmen von Frauen Gehör verschaffen und Orte finden, an denen sie in einer von Männern dominierten Kunstwelt ausstellen konnten. Eine ihrer ersten Gemäldeserien, Shuǐzhōng de méiguī yǔ bòhé (Rose und frische Minze), ausgestellt in Sirènes erster Gruppenausstellung, zeigt Paare in sexualisierten Positionen.
Während sie 1998 mit einem Fernsehteam arbeitete, interessierte sich die Künstlerin dafür, neue Darstellungen ihrer Arbeit zu schaffen. Ihre erste Videoinstallation erfolgte im Jahr 2000 mit Lady’s Room, die auf der ersten Guangzhou Triennale zensiert wurde. Ihr umstrittenes Werk wurde mit einer versteckten Kamera in den Damentoiletten eines Pekinger Nachtclubs gefilmt und zeigt junge Frauen, die beim Chatten ihr Make-up retuschieren. In Twice (2001) treibt die Künstlerin die Auseinandersetzung mit der weiblichen Sexualität weiter voran und spielt eine junge Schönheit, die sich dem Sex am Telefon hingibt. In ihrer Fotoserie Existential Emptiness (2009) thematisieren ein Schulmädchen und ihre lebensgroße nicht-humane Begleiterin in kargen, verschneiten Landschaften Themen wie Jugend, Identität und Sterblichkeit.
2008 wurde Cui von der Wu Zuoren International Fine Arts Foundation mit dem Global Chinese Female Artist Biennial Award ausgezeichnet, und die Shu-Fang Hsiao Art Foundation verlieh ihr den Outstanding Female Artist Biennial Award. 2010 erhielt sie als erste Künstlerin den Titel der 5. AAC Art China Annual Influential Artists. Im selben Jahr gewann sie den Youth Artist Award des Chinese Art Critic Annual. Für ihren avantgardistischen Sinn für Mode wurde sie 2010 mit dem L’Official Magazine Annual Elegant Female Award und 2008 mit dem Women Beyond the Dream – Cosmopolitan Magazine Annual Fashionable Female Award ausgezeichnet.
Ihre Werke befinden sich in Sammlungen bedeutender Institutionen wie der Tate Gallery of Modern Art in London, des Brooklyn Museums in New York City, der Ullens Foundation in Belgien und des Chinesischen Kunstmuseums in Peking.
In den letzten Jahren ihres Lebens interessierte sie sich für Themen wie Frauengesundheit und humanitäre Katastrophen. Sie spendete viele ihrer Werke für Zwecke wie das Pink Ribbon, das Erdbeben in Haiti oder den Tsunami in Japan.
Cui Xiuwen starb 2018 im Alter von 48 oder 51 Jahren nach langer Krankheit.

## Ausstellungen (Auswahl)
- 2014: Reincarnation, Shanghai Gallery of Art, Shanghai, China
- 2014: The Love of Soul, Today Art Museum, Peking, China
- 2014: Inspired by the Opera: Contemporary Chinese Photography and Video, Smart Museum of Art, University of Chicago, Chicago
- 2013: IU: You & Me, Suzhou-Museum, Suzhou, China
- 2008: Our Future: The Guy & Myriam Ullens Collection, UCCA, Peking, China
- 2007: Floating – New Generation of Art in China, Nationalmuseum für moderne und zeitgenössische Kunst, Gwacheon, Korea
- 2006: The Thirteen: Chinese Video Now, MoMA PS1, New York[6]

## Einzelausstellungen (Auswahl)
- 2014: „The Love of Soul“, Cui Xiuwen Art Project, Today Art Museum, Beijing, China
- 2013: „IU ——You and Me“, Suzhou-Museum, Suzhou, China
- 2013: „Existential Existence“, ArtStage Singapore, Ode To Art Singapur
- 2012: „Restart: Cui Xiuwen and Miao xiaochun“ Dual-Video Exhibition, Eli Fine Art in New York, New York City, USA
- 2011: „Existential Emptiness“, Kiang Gallery, Atlanta, USA
- 2011: „Discourse On Inner Humanity“ in Chongqing Tank Loft, Chongqing, China
- 2011: „Existential Emptiness“, Blindspot Gallery, Hong Kong
- 2011: „Existential Emptiness“, Eli Klein Fine Art Gallery, New York City, USA
- 2010: „Existential Emptiness“, Hammer Gallery, Zürich, Schweiz
- 2010: Galerie Dix9-Hélène Lacharmoise, Paris, Frankreich
- 2010: „Spiritual Realm“, Today Art Museum, Beijing, China
- 2010: „Existential Emptines“, Tina Keng Gallery, Taipei, Taiwan
- 2007: „Angel“, Marella Gallery, Mailand, Italien
- 2007: „Quarter“, Florence Museum, Florenz, Italien
- 2006: DF2 Gallery, Los Angeles, USA
- 2006: Marella Gallery, 798 Art District, Beijing, China
- 2004: „Cui Xiuwen · Kan Xuan“, Dual-Video Exhibition, Contemporary Art Museum of Bordeaux, Bordeaux, Frankreich